# Rose Kirn
Rose Kirn (* 13. September 1941 in Schwäbisch Hall; † 5. September 2022) war eine deutsche Organistin, Kirchenmusikerin und Hochschullehrerin.

## Leben
Kirn studierte in Stuttgart, in Hamburg bei Heinz Wunderlich und in Rom bei Fernando Germani. Zusätzlich ergänzte sie ihre Ausbildung durch den Besuch internationaler Akademien. Von 1969 bis 1985 war sie Konzertorganistin und Kantorin an der evangelischen St. Georgkirche in Hamburg, wo sie regelmäßig Orgelkonzerte gab sowie zahlreiche Oratorien und a-cappella-Werke zur Aufführung brachte. Bis 1974 war sie gleichzeitig Orgeldozentin in Bremen. Von 1975 bis zum Jahr 2000 war sie zunächst Orgeldozentin, später Professorin für Orgelspiel und Klaviermethodik an der Hochschule für Musik und Theater Hamburg.
Sie war eine in der Fachwelt international anerkannte Organistin. Ihre Konzert- und Lehrtätigkeit führte sie in verschiedene Länder Europas, die USA, nach Israel, Indien und Japan. Hörfunkaufnahmen und LP/CD-Produktionen dokumentieren Kirns reichhaltiges Repertoire wie beispielsweise aus neuerer Zeit Rose Kirn (2002), Hans-Henny-Jahnn-Orgel (2002), Himmel in Meran (2002) und Hymn to the Stars (2004).